# Camille Van Camp
Pour les articles homonymes, voir Van Camp.
Camille Van Camp né à Tongres le 3 juin 1834 et mort à Montreux en Suisse le 16 novembre 1891 est un peintre belge de portraits, de paysages, de scènes de bataille, de sujets historiques et de nus. Il est aquarelliste et aquafortiste.

## Biographie
Camille Jean Léopold Van Camp est né à Tongres le 3 juin 1834. Son père, Pieter Joseph Van Camp, substitut du procureur du Roi, originaire d'Anvers, avait été affecté dans cette petite ville qui était la capitale judiciaire de la province de Limbourg, où il vivait alors avec son épouse Antoinette Caroline Jeanne Asselberghs qu'il avait épousée à Louvain en 1833. Son père mourut à Ixelles en 1871. 
Son père, qui fit une belle carrière dans la magistrature, qu'il acheva comme conseiller à la Cour de cassation, fut, après Tongres, affecté à Anvers d'abord, puis à Bruxelles ensuite, et c'est ainsi que, bien que né à Tongres, le jeune Camille a passé une grande partie de sa vie à Bruxelles où il s'est formé à l'Académie des beaux-arts de 1848 à 1853. Il eut comme professeurs le peintre néo-classique Navez, Louis Gallait et Louis Huard.
Durant ses années de formation, il est influencé par le mouvement réaliste belge, qui cherche à représenter la réalité de manière objective, sans idéalisation et par Hippolyte Boulenger, fondateur de l'École de Tervueren, dont il réalise un portrait.
Il séjourne à Paris à vingt-cinq ans où il est fortement impressionné par les peintres de l'École de Barbizon tels que Camille Corot, Troyon et Daubigny. Il avait une certaine aisance financière et il passe pour avoir aidé Boulenger à s'installer à Tervueren. Il devient ainsi le lien le plus concret entre les deux écoles en 1863.
Il est membre fondateur de la Société libre des Beaux-Arts en 1868 et animateur de la revue L'Art libre. Il réalise des illustrations pour "La légende d'Uylenspiegel" de Charles De Coster. En 1886, il devient le premier président de la Société des Aquafortistes belges, nouvellement créée.
En 1878, à Bruxelles, et résidant alors au n° 26 de la rue Defacqz à Ixelles, il épouse Marie Louise Pauline Vanoverbeke, de Bruxelles, où elle habitait au n° 51 de la rue Royale. Ils auront deux enfants, Elisa née à Bruxelles en 1879, et Jacques Pierre Louis né à Bruxelles en 1881. Ce dernier épousa à Londres en 1913, Céline Julie Reboux (Roubaix 1874 - Grasse 1950) et est mort à Grasse en 1954, dont une fille, Jacqueline, née à Blankenberge en 1915, morte en 2005 et qui aura une descendance.  
Sa participation à la Fête patriotique du cinquantenaire de l'Indépendance belge en 1880 montre son engagement envers la Belgique et son histoire et le 4 mai 1881 il est décoré chevalier de l'Ordre de Léopold.

## Décoration
Chevalier de l'ordre de Léopold le 4 mai 1881

## Œuvre

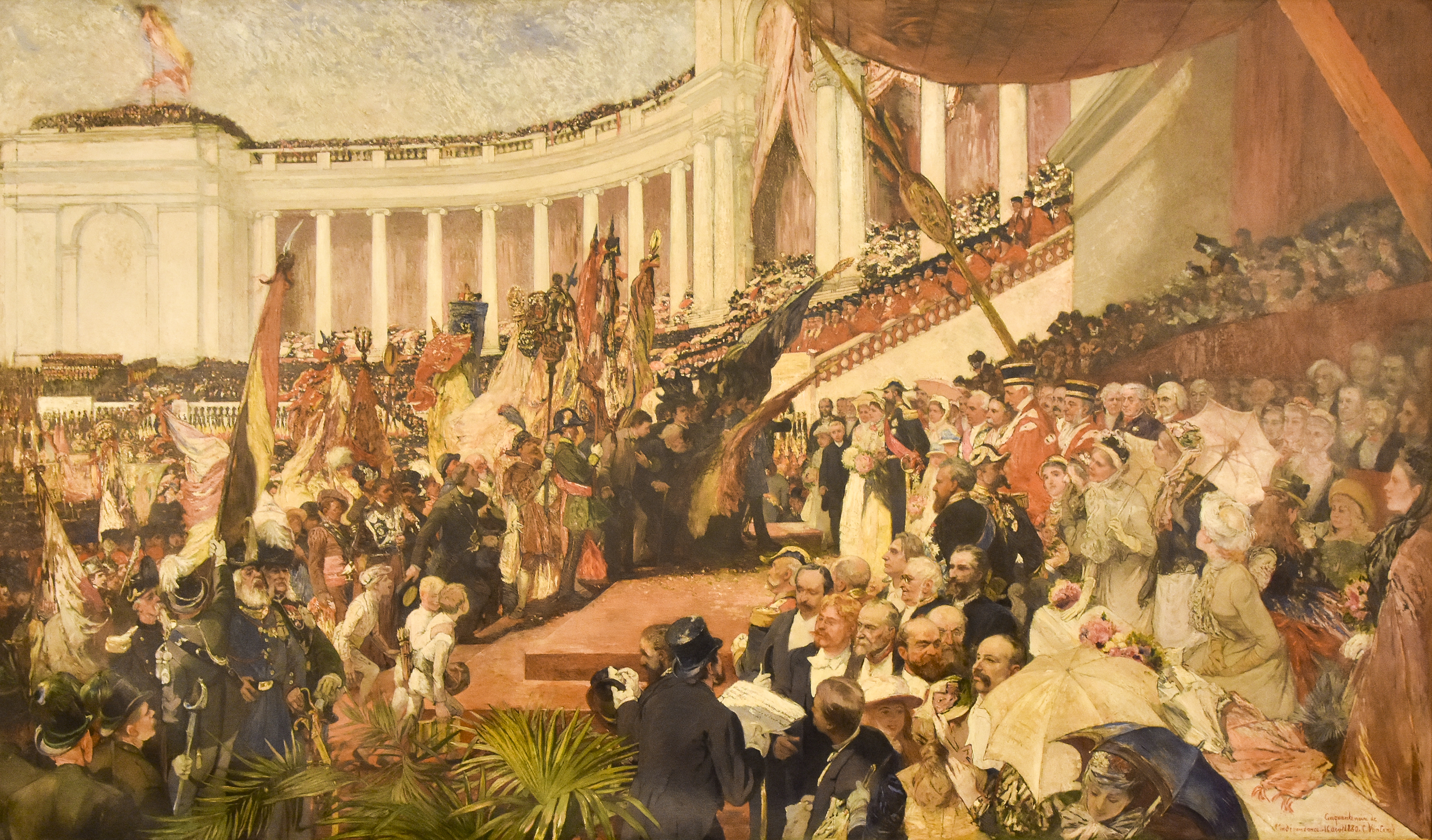
La fête patriotique du cinquantenaire de l'Indépendance belge, le 16 août 1880
Palais de la Nation

Peintre réaliste, il montre un intérêt pour le plein air. Dans son œuvre La Mort de Marie de Bourgogne il dépeint un moment historique avec une grande précision et un souci du détail.
Il travaille par larges touches. Après avoir marqué une prédilection pour l'"école des gris", il s'oriente vers une palette aux tons clairs.
- Mevrouw Van Camp, mère de l'artiste, huile sur panneau, 92 × 62 cm, Musée royal des Beaux-Arts d'Anvers[10]
- Forêt de Fontainebleau. La Roche à Cabat, 1859, huile sur toile, 37 × 45 cm, Musées des Beaux-Arts de Belgique[11]
- La Mort de Marie de Bourgogne, huile sur toile, 222 × 405 cm, 1878, Hôtel de Ville de Bruges.
- Portrait de femme, 1875, huile sur toile, 130 × 93 cm, Collection privée, vente 2004[12]
- Fête patriotique du cinquantenaire de l'indépendance belge, le 16 août 1880, huile sur toile, 250 × 430 cm[13], 1890, Chambre des Représentants, Palais de la Nation, Bruxelles
- Vue des Ardennes belges, huile sur panneau, 18 × 22 cm, Collection privée, vente à Chelsea 2008[14]
- Promenade à deux, huile sur toile, 89 × 53 cm, Collection privée vente 2009[15]

Mevrouw Van Camp, mère de l'artiste Musée royal des Beaux-Arts d'Anvers
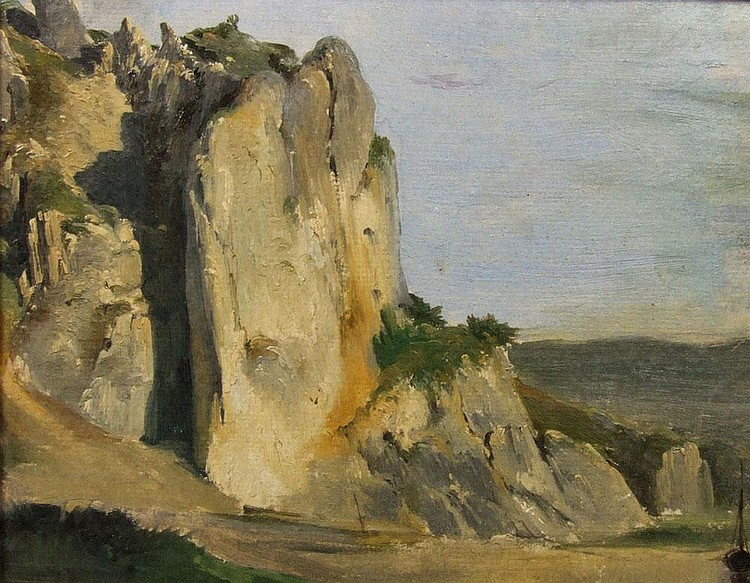
Vue des Ardennes belges Collection privée
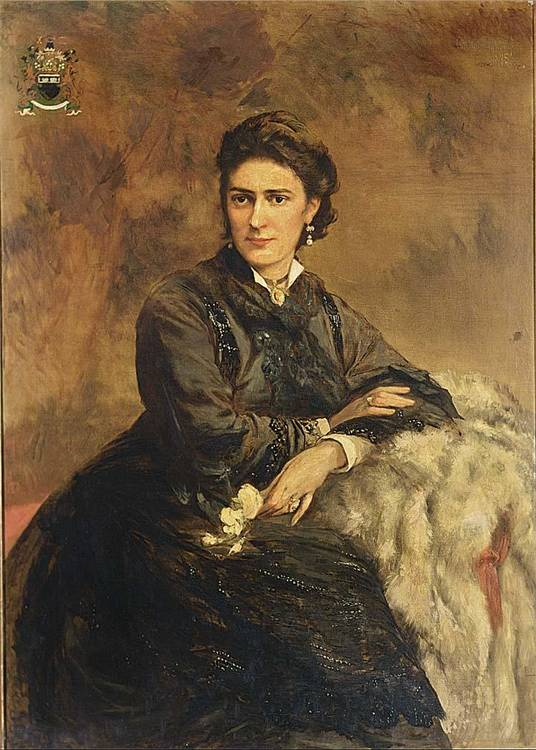
Portrait de femme, 1875 Collection privée
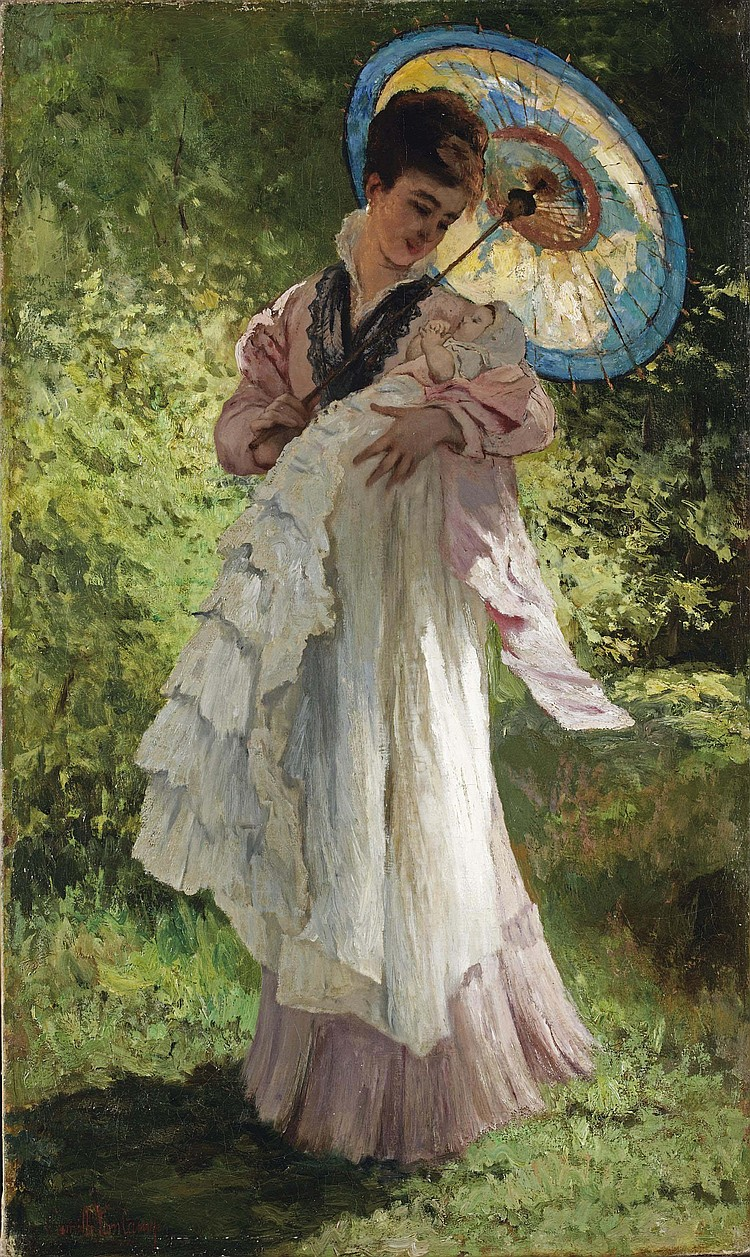
Promenade à deux Collection privée